# Goy (ebraismo)

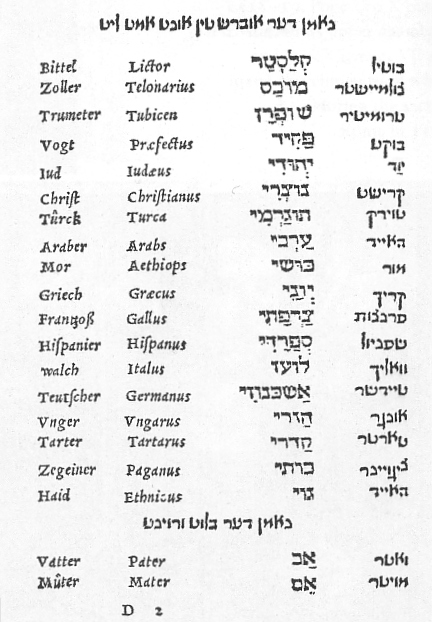
Dizionario Yiddish-Ebraico-
Latino-Tedesco di Elia Levita (XVI secolo) dove goy ("גוי") è tradotto in latino come "ethnicus" ovvero "pagano".

Il termine ebraico goy o goj, trasmesso anche allo yiddish (in ebraico גוי‎?), al plurale goyim o gojim (in ebraico גוים‎?) significa "popolo" o "nazione". 
Nella Bibbia ebraica ("Tanakh"), la parola con le sue varianti compare oltre 550 volte in riferimento agli Israeliti e alle altre nazioni. Il primo uso attestato si trova nella Genesi 10,5 e si riferisce in generale alle popolazioni non-israelite. Il primo uso del termine riferito agli Israeliti appare in Genesi 12,2, quando Dio promette ad Abramo che la sua discendenza diverrà un goy gadol ("grande nazione"). Il termine descrive poi il popolo ebraico durante l'Esodo (Es 19,16). Mentre i primi libri della Bibbia ebraica usano spesso goy per descrivere gli Israeliti, negli ultimi c'è una tendenza ad applicarlo solo alle altre nazionalità e anche alle singole persone appartenenti a questi popoli: in questo senso la si trova spesso tradotta in italiano come gentili. Il termine può avere sfumature peggiorative riferendosi, appunto, alle genti.
In Genesi 14,1 il termine sembra indicare specificamente il popolo ittita, di cui viene citato il re Tideal, ma alcune traduzioni della Bibbia lasciano il termine Goim non tradotto. . I commentari biblici suggeriscono che il termine derivi da Gutium. il "Re di Goyim" era Tidal.

## Nel giudaismo rabbinico
La letteratura rabbinica considera le nazioni non giudee settanta, ciascuna con la propria lingua.
A proposito del versetto “Egli [Dio] pose il limite delle genti secondo il numero dei Figli di Israele,” Rashi spiega: “In virtù del numero dei figli di Israele che erano destinati a derivare dai figli di Shem, e al numero delle settanta anime dei figli di Israele che si recarono in Egitto, Egli stabilì che il ‘limite delle genti’ [fosse caratterizzato da] settanta lingue.”
L'Ohr Hachayim afferma che questo è il simbolismo che si cela dietro la Menorah: “Le sette candele della Menorah (nel Santo Tempio) corrispondono alle nazioni gentili, che sono settanta. Ogni candela allude a dieci Nazioni. Ciò allude al fatto che esse brilleranno tutte di fronte alla candela dell'ovest, che corrisponde al popolo ebraico.”